# Gustaf Silfverstråhle
Gustaf Silfverstråhle (Silfverstråle), född 4 augusti 1748 i Stockholm, död 11 maj 1816 på Lindö i Kärrbo socken i Västmanlands län, var en svensk hovjunkare, målare och tecknare.

## Biografi
Gustaf Silfverstråhle var son till kammarherren Carl Ludvig Silfverstråhle och Christina Birgitta Falkner och från 1775 gift med friherrinnan Hedvig Margareta Adlermarck samt farbror till Anna Maria Silfverstråle. Han blev vid 12 års ålder student vid Uppsala universitet 1760 och utnämndes till hovjunkare 1767 men tillbringade från 1779 sin mesta tid på fädernegården på Lindö i Västmanland. Med Lindö som sin fasta punkt företog han resor runt om i Sverige där han tecknade av olika miljöer och landskapsscener som idag har ett stort topografiskt och kulturhistoriskt värde. Han fick sina grundläggande kunskaper i teckning och etsning av Jacob Gillberg på 1760-talet och han var under en period elev till Jean Eric Rehn som påverkade honom med en fransk landskapsstil. Liksom sin samtida tecknare Jonas Carl Linnerhielm undvek Silfverstråhle att teckna av städer eller gatubilder utan hans produktion består huvudsakligen av miljöer han iakttagit, naturen, bergsbruk, gästgivargårdar, gärden, hästhagar och kyrkor som han kom i kontakt med under sina resor. Han medverkade i akademiens utställningar 1798, 1800 och 1810 med sammanlagt 11 teckningar. Han blev ledamot nr 48 av Kungliga Musikaliska Akademien den 16 juni 1772, sedermera ledamot av "andra klassen" 1814 och ledamot av Konstakademien 1797. Konstakademien äger huvudparten av hans produktion, fem skissalbum och ett 90-tal större blad där ett fåtal av teckningarna i albumen har färglagts med akvarell. Samlingen omspänner perioden 1772–1812 och samtliga teckningar är daterade och de topografiska beskrivningarna gör att man kan utläsa exakt när och var de är utförda. Han är även representerad vid Nationalmuseum, Uppsala universitetsbibliotek och ett flertal av hans teckningar återutgavs i Allhems landskapsböcker.